# Mount Somers
Mount Somers – miasto w Nowej Zelandii, na Wyspie Południowej, w regionie Canterbury.